# Die Bassariden

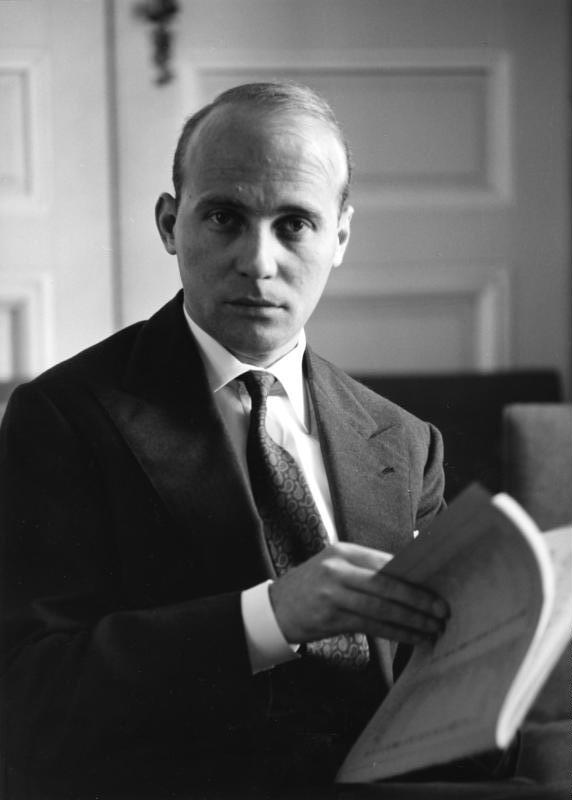
Hans Werner Henze

Die Bassariden (Backanterna) är en opera seria i en akt med ett mellanspel av Hans Werner Henze till libretto av W.H. Auden och Chester Kallman efter Euripides drama Backanterna. I mellanspelet skildras legenden om Kalliope. Operan hade premiär den 6 augusti 1966 på Großes Festspielhaus i samband med Festspelen i Salzburg.

## Historia
Hans Werner Henzes "Opera seria" Die Bassariden var ett beställningsverk av Festspelen i Salzburg. Librettot skrevs av W. H. Auden och Chester Kallman, vilka pckså hade skrivit texten till Henzes opera Elegi för unga älskande. Ett mål från de båda var att uppmuntra Henze att engagera sig i Richard Wagners Musikdrama och Auden vägledde honom konkret till dennes Ragnarök. Grunden för den nya texten var tragedin Backanterna av den klassiska grekiska dramatikern Euripides. Redan under repetitionerna för Elegi 1962 påpekade Auden för Henze detta möjliga ämne för ett annat gemensamt projekt. Några månader senare tittade Henze närmare på förslaget och blev "omedelbart fängslad av kraften i de natursköna situationer som verket erbjuder." Librettot var tillgängligt för honom i slutet av augusti 1963. På grund av andra aktiviteter började han dock inte komponera förrän i slutet av 1964 och skulle hålla på i nästan ett år.
Operans originalspråk är engelska. Vid premiären den 6 augusti 1966 på "Großes Festspielhaus" i Salzburg spelades en tysk version. Wienerfilharmonikerna och kör från Wiener Staatsoper spelade under musikalisk ledning av Christoph von Dohnányi, med Loren Driscoll som Dionysos, Kostas Paskalis som Pentheus, Peter Lagger som Kadmos, Helmut Melchert som Teiresias, William Dooley som kaptenen, Kerstin Meyer som Agaue, Ingeborg Hallstein som Autonoe och Vera Little som Beroe. Uppsättningen var en samproduktion med Deutsche Oper Berlin, som satte upp verket samma år i den tyska versionen. För regin svarade Gustav Rudolf Sellner, scen och kostymer gjordes av Filippo Sanjust och koreografin var av Deryk Mendel.
Trots några kritiska röster blev framförandet av Henzes första symfoniska opera en stor framgång. Invändningarna gällde särskilt librettot, som var överlastat med dystra anspelningar, iscensättningen eller den föråldrade klassicismen, men inte kompositionens extraordinära komplexitet. Flera kritiker såg nu Henze som en värdig efterträdare till Richard Strauss. Recensenten i Der Tagesspiegel skrev: "Allt smälter samman till en enhet av ett fullt och kraftfullt övergripande ljud, format av kompositörens personlighet, som har lyckats hantera detta magnifika och fruktansvärda material, den starkaste koncentrationen av hans kreativa krafter hittills." Henze själv kände sig ganska irriterad och missförstådd av entusiasmen och särskilt med Strauss-jämförelsen. Han sa: "Det var plötsligt som att jag blev inbjuden att spela en roll, en förställande roll som inte intresserade och intresserar mig alls." Den strikta symfoniska formen ignorerades, inte heller det politiska innehållet i hans opera, där han enligt egen utsago behandlade ämnen som frihet/brist på frihet eller förtryck/revolt/revolution. I den förutsåg verket redan 68-rörelsen. I sina senare verk, som oratoriet Das Floß der Medusa, tog Henze därför ännu tydligare ställning för sina politiska övertygelser. På grund av den enorma rollbesättningen, de höga kraven på artisterna och publikens vilja att koncentrera sig på ett verk av denna längd och komplexitet utan paus, uttrycktes ofta tvivel om Die Bassariden repertoarförmåga. Ändå blev det ett stort antal andra produktioner. Londonproduktionen som leddes av Henze själv hade stor framgång 1974. Musikkritikern William Mann placerade betydelsen av Die Bassariden på samma plan som Alban Bergs Wozzeck och Richard Strauss Die Frau ohne Schatten. Det är slående att verket mötte ett stort intresse under de första åren, särskilt utomlands. Återhållsamheten i Tyskland vid den tiden beror tydligen på Henzes politiska inriktning som avvisades av den tyska musikbranschen. Det var inte förrän 1975 som Die Bassariden visades igen i Frankfurt.

## Om operan
När Henze i början av 1960-talet gjorde upp med symfoniformen, gjorde poeten Auden honom uppmärksam på Euripides tragedi, som redan 1931 hade fascinerat kompositören Egon Wellesz till sin opera Die Bakchantinnen och 1948 även Giorgio Federico Ghedini till Le baccanti.Operan kan spelas utan paus. Den motsvarar formellt en fyrsatsig symfoni. Följaktligen kallas de enskilda delarna inte akter utan satser. De vittnar om Henzes intresse för Gustav Mahlers verk.
- Sats I = sonatform
- Sats II = scherzo och trio
- Sats III = adagio och fuga
- Sats IV = passacaglia

Första satsen är i sonatform. I expositionen presenteras de två motsatta principerna för Pentheus och Dionysos. Pentheus har "metalliskt täta ljud" med fanfarmotiv, medan Dionysos har "surrande frodiga ljudvärldar". De två karaktärerna tilldelas olika "tolvtonslägen": den rationella Pentheus är mer diatonisk, medan Dionysos innehåller mer kromatik. De två temana följer inte på varandra, utan vävs samman på ett komplext sätt. Den andra satsen är ett scherzo med orgiastiska danser. Dionysos aria citerar början av sarabanden från den första delen av Johann Sebastian Bachs Clavierübung. Den tredje satsen, där de två motståndarna möts, är ett adagio. Den avbryts av ett intermezzo av helt motsatt karaktär och leder till en fuga. Denna sats innehåller ett citat från Mahlers symfoni nr 5 i duetten av de två huvudpersonerna. Den fjärde satsen är en komplex passacaglia som leder in i en begravningsmarsch. Rytmen hos den senare formar också Dionysos apoteos. Henze kallade denna musik för "Dies irae der Götter" och "Lacrymosa des Eros".
Operans enskilda satser smälter sömlöst in i varandra. Övergången till den andra satsen är till exempel den förföriska rösten som lockar folket till Kytheron. Det finns också flödande övergångar i början och slutet av intermezzot. Bearbetningen av de två motsatta temana genomsyrar hela operan. Dionysos musikaliska material blir allt viktigare och förskjuter slutligen Pentheus. Tolvtonsskalorna skapar sammanhang och satserna är avsedda att följa på varandra, "attacca". De stiliserade danserna tjänar som en framställning av den sinnliga frigörelsen och Dionysos förförelsekonster kommer till uttryck i ett adagio med en fuga. I mellanspelet försöker tonsättaren ge associationer till det antika satyrspelet, för att lätta upp stämningen, som sakta men säkert leder fram till en katastrof.
Förutom de exempel som redan nämnts finns det andra citat från Bachs Matteuspassionen och hans Englischer Suite i d-moll. För rytmerna inspirerades Henze av syditalienska folksånger.
En viktig roll i Henzes opera tilldelas kören. Den kommenterar inte bara handlingen, som antikens grekiska teaterkör, utan ger också en "magisk ljudbakgrund". Om och om igen ljuder glädjeropet "Ayayalaya" på Eskimo-språket. Några av de positioner som tilldelades kören i Euripides mall övertas av solister: amman Beroe, kaptenen och Agaues syster Autonoe. Rollerna som Agaue, Kadmos och Teiresias är utökade och mer komplexa än i Backanterna.

## Orkesterbesättning
Operans orkesterinstrumentering innehåller följande instrument:
- Träblåsinstrument: fyra flöjter (2:a med djupt H, 3:a även piccolaflöjt, 4:e även altflöjt och piccola), två oboer, två engelska horn, fyra klarinetter (3:e även altsaxofon, 4:e även essklarinett och altsaxofon), basklarinett (även altsaxofon och tenorsaxofon), fyra fagotter (4:e även kontrafagott)
- Bleckblåsinstrument: sex valthorn, fyra trumpeter (4:e även bastrumpet), tre tromboner, två tubor (2:a även kontrabastuba)
- Pukor, slagverk: bastrumma med cymbaler, trätrumma, militärtrumma, tamburin, tre hängande cymbaler, två par cymbaler, tre tamtam, tre bongotrummor, klockspel, xylofon (helst marimba), vibrafon, olika cymbaler och rörklockor, liten triangel, metallblock, piska, guiro, maracas, små, medelstora och stora alpklockor
- Celesta, två pianon
- två harpor
- Stråkinstrument
- Scenmusik: fyra trumpeter ad lib. (ur orkestern), två mandoliner, gitarr

1992 skapade Henze en version med reducerad orkesterinstrumentering.

## Uppsättningar
- 1968: Teatro alla Scala Milano – italiensk premiär på italienska (Översättning: Fedele D’Amico) med två pauser; Dirigent: Nino Sanzogno[6]
- 1968: Santa Fe Opera – amerikansk premiär på engelska utan Mellanpelet; Dirigent: Hans Werner Henze[6]
- 1969: Los Angeles[6]
- 1974: English National Opera, London – brittisk premiär med nyinstrumenterat Mellanspel (endast cembalo och mandolin); Inscenering och dirigering: Hans Werner Henze,[6] Scenografi: Timothy O’Brien och Tazeena Firth;[1] stor framgång,[5] först nu har det humanistiskt-politiska innehållet beaktat[6]
- 1975: Oper Frankfurt – Scenografi från Londonuppsättningen;[1] Dirigent: Klauspeter Seibel[7]
- 1978: Oldenburgisches Staatstheater – Inscenering: Hans-Peter Lehmann; Dirigent: Wolfgang Schmid[6]
- 1986: Berliner Philharmonie inom ramen för Berliner Festwochen – Radio-Symphonie-Orchester Berlin, Dirigent: Gerd Albrecht[7]
- 1989: Theater im Forum am Schlosspark Ludwigsburg inom ramen för Ludwigsburger Schlossfestspiele – Staatsorchester Stuttgart, Dirigent: García Navarro; även i Moskva i september 1989; i december 1989 på Staatsoper Stuttgart; Inscenering: Götz Friedrich, regi: Günther Uecker, som "Nachtstück in einer fahlen, fragmentarisierten Landschaft"[5]
- 1990: Cleveland och Carnegie Hall New York – Cleveland Orchestra, Dirigent: Christoph von Dohnányi[7]
- 1991: Deutsche Oper am Rhein, Duisburg och Düsseldorf – Dirigent: Hans Drewanz[7]
- 1993: Theater Freiburg – Dirigent: Johannes Fritzsch[7]
- 1994: Hamburgische Staatsoper – Regi: Christine Mielitz;[5] Dirigent: Markus Stenz[7]
- 1996: Filharmonikerna i Gasteig München – konsertant;[5] Münchner Philharmoniker; Dirigent: Gerd Albrecht; inklusive en födelsedagskonsert för kompositören den 4 juli[7]
- 1997: Semperoper Dresden – Inscenering: Gerd Heinz; Dirigent: Ingo Metzmacher[5]
- 1999: Teatro Real Madrid – spansk premiär; Orquesta Sinfónica de Madrid; Dirigent: Arturo Tamayo[7]
- 2002: Concertgebouw Amsterdam – nederländsk premiär; Radio Filharmonisch Orkest, Dirigent: Markus Stenz[7]
- 2005: Théâtre du Châtelet Paris – fransk premiär, på grund av en kollektiv förhandlingsstrejk framförd i en reducerad version för 21 instrument med tre pianon utan blåsare och stråkar; Orchestre Philharmonique de Radio France, Dirigent: Kazushi Ōno[6]
- 2005: Het Muziektheater Amsterdam – Dirigent: Ingo Metzmacher[7]
- 2006: Konzerthaus Dortmund och Alte Oper Frankfurt – Gürzenich-Orchester Köln; Dirigent: Markus Stenz[7]
- 2008: Nationaltheater München – Originalversion med Intermezzo; Inscenering: Christof Loy; Dirigent: Marc Albrecht[6]
- 2008: Staatsoper Hannover – Dirigent: Stefan Klingele[7]
- 2015: Opernhaus Mannheim – Orchester des Nationaltheaters Mannheim, Dirigent: Rossen Gergov[7]
- 2015: Teatro dell’Opera di Roma – Dirigent: Stefan Soltesz[7]
- 2018: Auditorio Nacional de Música Madrid – Orquesta Nacional de España, Dirigent: Kent Nagano[7]
- 2018: Felsenreitschule Salzburg – Wiener Philharmoniker, Dirigent: Kent Nagano[7]
- 2019: Komische Oper Berlin – reducerad version från 1992 med Intermezzot från originalversionen; på engelska; Inscenering: Barrie Kosky, dekor och kostym: Katrin Lea Tag, Dirigent: Wladimir Jurowski[8]

Redan vid föreställningen han regisserade i Santa Fe 1968 hade Henze strukit intermezzot. Från 1992 och framåt ansåg han att denna version, som var cirka 20 minuter kortare, var definitiv. Istället innehåller den reviderade versionen ett avsnitt som bara varar några sekunder, medan intermezzot förklarades som ett självständigt verk. En ny mindre instrumentbesättning möjliggör föreställningar på mindre operahus. Det finns också en version av Intermezzo för cembalo och mandolin skapad av Henning Brauel för Londonföreställningen 1974.

## Personer
| Roller                                                       | Röstläge    | Premiärbesättning 6 augusti 1966 Dirigent: Christoph von Dohnányi) |
| ------------------------------------------------------------ | ----------- | ------------------------------------------------------------------ |
| Dionysus, röst och främling                                  | tenor       | Loren Driscoll                                                     |
| Teiresias, en gammal blind profet                            | tenor       | Helmuth Melchert                                                   |
| Kadmos, grundare och tidigare kung av Thebe                  | bas         | Peter Lagger                                                       |
| Agaue, hans dotter, moder till Pentheus                      | mezzosopran | Kerstin Meyer                                                      |
| Beroe, en gammal slav, en gång amma till Semele och Pentheus | kontraalt   | Vera Little                                                        |
| Kaptenen för den kungliga vakten                             | baryton     | William Dooley                                                     |
| Pentheus, kung av Thebes                                     | baryton     | Kostas Paskalis                                                    |
| Autonoe, dotter till Kadmos                                  | sopran      | Ingeborg Hallstein                                                 |
| En ung kvinna, slavinna i Agaues hushåll                     | stum roll   |                                                                    |
| Hennes dotter                                                | stum roll   |                                                                    |
| Kör av bassarider, invånare i Thebe, vakter, tjänare         |             |                                                                    |

- Personer i mellanspelet "Kalliopes dom":
  - Venus/Afrodite (mezzosopran)
  - Proserpina/Persefone (sopran)
  - Kalliope (tenor)
  - Adonis (baryton)

## Handling
Sats I
Kadmos, Thebes åldrande grundare, har överlåtit makten till sonsonen Pentheus. Dionysos gör sitt intåg och utsår tvedräkt: Modern Agaue tvilar på Dionysos gudomliga börd, medan Kadmos, som vill ha fred med gudarna, förhåller sig avvaktande och Teiresias tillsammans med många andra skyndar till berget Kithairon för att hylla guden. Pentheus förbjuder Dionysoskulten och kväver lågan på den grav som tillhör Semele, Dionysos mor. Men Dionysos frestelser går inte att motstå och Agaue följer själv rösten till Kithairon.
Sats II
Pentheus befaller att man skall hämta fångar från Kithairon och genom förhör och tortyr tvinga dem att berätta vad som sker på berget. Men alla befinner sig i trance och är oförmögna att berätta något.
Sats III
Del 1
Pentheus försök att få reda på sanningen har misslyckats. Efter en jordbävning har lågan på Semeles grav dessutom tänts på nytt och alla skyndar på nytt till Kithairon. Endast en främling stannar kvar. Det är Dionysos själv, som i en spegel visar Pentheus vad som tilldrog sig på Kithaironö
Mellanspel: En mytologisk trädgård framställd som en scenbild till en rokokoteater: Agaue som Venus, Autonoe som Proserpina, Teiresias som Kalliope samt kaptenen som Adonis uppför "Kalliopes dom". Det handlar om den druckna sinnlighetens seger.
Del 2
Pentheus är djupt oroad och följer främlingens råd att förklädd bege sig till Kithairon, för att där kunna iaktta tilldragelserna utan att bli igenkänd. Han får där se hur de präktiga medborgarna förvandlas till lössläppta backanter och menader. Främlingen förråder Pentheus, som dödas av folkmassan under ledning av Agaue.
Sats IV
Backanterna drar triumferande in i Thebe. Agaue för med sig kungens huvud i tron att ha lagt ned ett lejon. Kadmos talar om sanningen för henne: att hon har dödat sin egen son. Dionysos bannlyser henne, bränner ned palatset och åkallar sin mor Semele för att tillsammans med henne stiga upp till Olympen. I vördnad och skräck underkastar sig folket den nye guden.

## Weblänkar
- The Bassarids. Videostream bei Operavision. Video verfügbar bis zum 12 April 2020.
- The Bassarids. Programmheft der Komischen Oper Berlin 2019 bei ISSUU.
- Matthew Rye: Triumph aus Tragödie: Die Bassariden in Mannheim. Rezension der Aufführung in Mannheim 2015. In: Bachtrack, 11. Dezember 2015
- Daniel Ender: Oper „The Bassarids“ mit großartiger musikalischer Umsetzung. Rezension der Aufführung in Salzburg 2018. In: Der Standard, 17. August 2018
- Manuel Brug: Pentheus-Klein in der Plastiktüte: Barrie Kosky zieht in Berlin Henzes „The Bassarids“ den dionysischen Stachel, Vladimir Jurowski wird laut. Rezension der Aufführung in Berlin 2019. In: Die Welt, 14 oktober 2019